# U Condominiums
Die U Condominiums sind zwei Wohnhochhäuser in der kanadischen Millionenstadt Toronto, Ontario. Sie liegen an der Straßenkreuzung St. Mary Street und Bay Street in unmittelbarer Nähe des Campus der University of Toronto.
Der Baubeginn für die zwei Wohngebäude war im Jahr 2010. Die Gebäude wurden von Peter Clewes (Architects Alliance) entworfen und von der kanadischen Pemberton Group gebaut. Im Juni 2014 stürzte ein Bauarbeiter auf der Baustelle in den Tod. Für das Bauprojekt wurden insgesamt 200 Mio. Kanadische Dollar veranschlagt.
Die Gebäude verfügen neben Eigentumswohnungen über weitere Einrichtungen wie ein Fitnessstudio, einer Bücherei, eine großzügigen Lobby und einen Veranstaltungssaal. Von außen fallen vor allem die schräg übereinander angeordneten Glasbalkone auf, die mit einem Muster versehen wurden, das an Grashalme erinnern soll.